# Grégoire de Saint-Vincent
Grégoire de Saint-Vincent (1584, Brujas, Bélgica-1667, Gante) fue un jesuita matemático y geómetra de la escuela belga, principalmente conocido por sus trabajos en el cálculo de áreas. Estudió en la Universidad de Douai.
Saint-Vincent descubrió que el área bajo una hipérbola rectangular (o sea la curva que obedece a la relación xy = k) es la misma en el intervalo [a,b] que en el intervalo [c,d] cuando a/b = c/d.